# Wehe, wenn sie losgelassen (1958)
Wehe, wenn sie losgelassen ist eine deutsche Filmkomödie aus dem Jahr 1958 unter der Regie von Géza von Cziffra mit den Hauptdarstellern Peter Alexander und Bibi Johns.

## Handlung
Peter Holunder will gemeinsam mit seinen Freunden Willi, Oskar und Jupp für einen bevorstehenden Jazzwettbewerb üben. Sein Onkel Tobias, auf dessen Bauernhof Peter wohnt, soll davon aber nichts erfahren. In der Gastwirtschaft zum „Roten Ochsen“, in der Peter seine Freunde unterbringt, treffen die jungen Männer mit der attraktiven Dagmar, einer Verwandten von Willi, zusammen. Sie fangen an gemeinsam zu musizieren und werden dadurch prompt in eine Schlägerei mit den Mitgliedern des örtlichen Gesangvereins „Fröhliche Knaben“ verwickelt.
Bei einer Begegnung mit Christa Knax wird Peter von dieser irrtümlich für den bekannten Springreiter Robert „Bubi“ Bender gehalten. Peter und seine Band erhalten dadurch eine Einladung zu einem Fest in der Villa der Familie Knax. Peter und Dagmar, die bei Familie Knax beschäftigt ist, treffen sich mehrmals und verlieben sich ineinander.
Das Fest wird zur Katastrophe, als die Tiere der umliegenden Bauernhöfe, angelockt von Peters Mundharmonikaspiel, uneingeladen erscheinen und das kalte Buffet vernichten. Dabei kommt auch heraus, dass er nicht Bubi Benda, sondern Peter Holunder ist. Als endlich der Musikwettbewerb im Konzerthaus stattfindet, kommt es dort abermals zu einer Verwechslung. Peter Holunder wird mit dem Dirigenten Erichsen verwechselt. So kommt es, dass Peter unerwartet mit einem klassischen Orchester auf der Bühne steht. Das Publikum ist von seiner Vorstellung aber durchaus angetan.

## Hintergrund
Wehe, wenn sie losgelassen beruht auf Motiven des russischen Films Lustige Burschen (1934) von Grigori Alexandrow. Der Arbeitstitel des Films lautete dann auch Lustige Burschen. Gedreht wurde in Füssen im Allgäu.
Im Film sind mehrere Lieder zu hören. Der Text stammt jeweils von Kurt Feltz, die Musik von Heinz Gietz.
- Das Schönste auf der Welt, Foxtrott, gesungen von Peter Alexander
- Schenk mir was Schönes, Foxtrott, gesungen von Bibi Johns
- Der freundliche Franz, Foxtrott, gesungen von Peter Alexander
- Du hast mir heut mein Herz gestohlen, Lach-Calypso, gesungen von Peter Alexander und Bibi Johns
- Wir seh’n uns wieder, gesungen von Peter Alexander und Bibi Johns

## Kritik
„Die magere Handlung dient lediglich als Aufhänger für eine Folge von Musical-Clownerien und bietet nur anspruchslose Belustigung.“

„Zwischen Burleske und Musical tobt sich die schlagergespickte Handlung aus.“

## Trivia
Der Titel Wehe, wenn sie losgelassen ist eine Zeile aus Friedrich Schillers Gedicht Das Lied von der Glocke.
Einen Film mit dem gleichen Titel Wehe, wenn sie losgelassen aber einer anderen Handlung hatte 1926 bereits Carl Froelich gedreht.